# Penny Lancaster
Penny Lancaster-Stewart (* 15. března 1971 Chelmsford) je anglická modelka a fotografka. Nejznámější je zřejmě její spolupráce s designérskou skupinou Ultimo. Je vdaná za rockového zpěváka Roda Stewarta.

## Mládí a kariéra
Lancaster byla vychována rodiči Grahamem a Sally, kteří oba pravidelně cvičili a podporovali její lásku k fitness. Má také bratra Olivera.
V šesti letech se Lancaster začala věnovat tanci, učila se tap, balet a moderní tanec, ale v 16 letech přešla kvůli své výšce k aerobiku, který jí lépe vyhovoval. O šest let později se stala certifikovanou fitness trenérkou. To bylo v čase, kdy začala zvažovat kariéru v modelingu. V průběhu 90. let se také rozhodla věnovat druhé straně modelování a začala studovat fotografii.

### Ultimo
V roce 2002 se Lancaster stala tváří značky spodního prádla návrhářské skupiny Ultimo za odměnu 200 000 liber. Lancaster se díky úspěchům značky zviditelnila, zejména ve Spojeném království, ale o dva roky později Lancasterové nebyla smlouva obnovena.

### Strictly Come Dancing
Lancaster se jako celebrita zúčastnila páté série pořadu Strictly Come Dancing, jejím partnerem byl Ian Waite.
Performance
| Týden # | Tanec     | Skore od rozhodčí | Skore od rozhodčí | Skore od rozhodčí | Skore od rozhodčí | Výsledek                            |
| Týden # | Tanec     | Revel Horwood     | Phillips          | Goodman           | Tonioli           | Výsledek                            |
| 1       | Swing     |                   |                   |                   |                   | Skupinová performance - nehodnoceno |
| 2       | Quickstep | 8                 | 8                 | 8                 | 9                 | Safe                                |
| 3       | Jive      | 5                 | 6                 | 7                 | 7                 | Safe                                |
| 4       | Samba     | 8                 | 7                 | 9                 | 8                 | Bottom Two                          |
| 5       | Foxtrot   | 9                 | 8                 | 9                 | 9                 | Safe                                |
| 6       | Salsa     | 6                 | 6                 | 7                 | 6                 | Eliminated                          |

## Osobní život
V roce 1999 měla příležitost se setkat se zpěvákem Rodem Stewartem, který jí nabídl, aby fotografovala na jeho turné. Když dvojice začala chodit ven, způsobila velký bulvární zájem, Stewart se nedávno před tím rozvedl se svou manželkou a matkou dvou jeho dětí Rachel Hunterovou.
Lancaster a Stewart se vzali 16. června 2007 v italské La Cervara poblíž města Portofino.